# Uranie Alphonsine Colin-Libour
Uranie Alphonsine Colin-Libour née le 19 septembre 1831 à Paris, où elle est morte le 11 septembre 1916, est une peintre française.

## Biographie

### Famille
Alphonsine Colin-Libour est la fille d'Adèle Madeleine Mairet (morte en 1881) et du peintre d'histoire Esprit-Aimé Libour (1784-1846) issu d'une famille de petite noblesse originaire de Chartres et réfugiée à Paris sous la Révolution française. Elle a un frère.

### Formation
Uranie Alphonsine Colin-Libour est élève de François Bonvin, Charles Müller, François Rude et Sophie Rude.  

### Carrière artistique

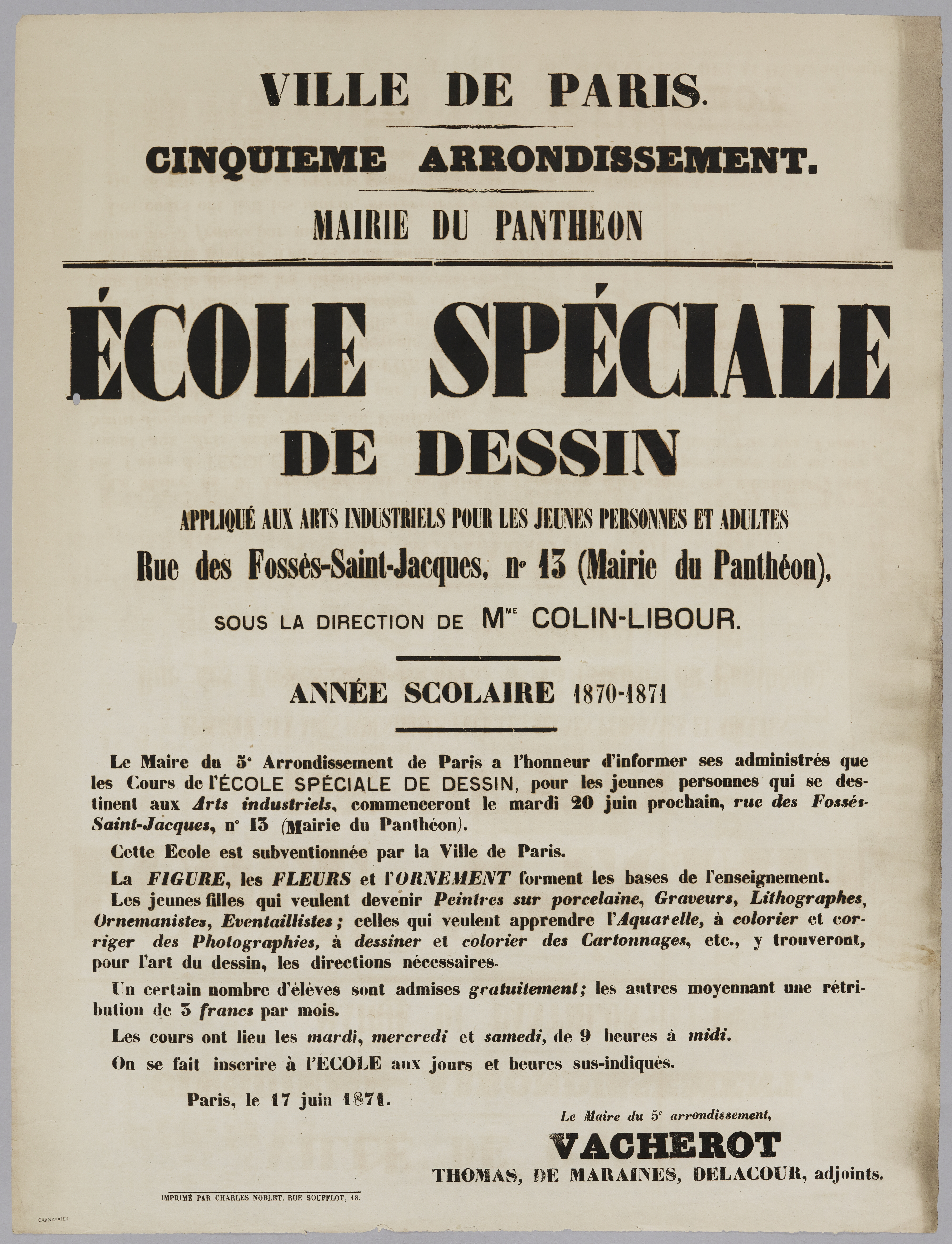
En 1870, Uranie Alphonsine Colin-Libour enseigne le dessin pour les arts industriels aux jeunes filles et femmes adultes à l'École spéciale de dessin à Paris.

Uranie Alphonsine Colin-Libour expose au Salon à partir de 1861 avec le tableau La Toilette. Elle expose aux Salons de 1863, 1866-1868 et elle obtient une mention honorable en 1880.  
Elle voyage beaucoup et participe à nombre d'événements. On voit ses œuvres à Madrid, Barcelone, Paris, à la Royal Academy de Londres en 1883 et à Melun, Cherbourg, Tours, Lyon. En 1888, elle reçoit la troisième médaille à l'Exposition universelle de Barcelone et Madrid. Elle reçoit une mention honorable à l'Exposition universelle de 1889 à Paris et une médaille de bronze au cours de celle de 1900. Ses œuvres sont présentées à Exposition universelle de 1893 à Chicago, où elle fait partie des 170 artistes françaises invitées à exposer dans le Woman's Building.  
En 1905, son tableau La Charité est reproduit dans Women Painters of the World, livre recensant les femmes peintres les plus en vue jusqu'en 1905.
Uranie Alphonsine Colin-Libour est professeure de la Ville de Paris à l'École spéciale de dessin au 13, rue des Fossés Saint-Jacques,. Jenny Villebesseyx est son élève.
Elle peint la misère et la détresse humaine des gens modestes des mondes paysan et ouvrier avec justesse et netteté de trait et un choix judicieux des couleurs. Ses toiles sont marquées par la simplicité.

## Œuvres dans les collections publiques
- Amiens, musée de Picardie : L'Abandonnée, huile sur toile.
- Angers, musée des Beaux-Arts : Étude de fleurs, 1853, huile sur toile.
- Autun, musée Rolin : La Première leçon, 1894, huile sur toile.
- Marseille, musée des Civilisations de l'Europe et de la Méditerranée : Le Manège, 1892, huile sur toile.
- Sète, musée Paul-Valéry : L'Aïeule, huile sur toile.
- Tourcoing, musée des Beaux-Arts : En détresse, vers 1880, huile sur toile.

Œuvres d'Uranie Alphonsine Colin-Libour
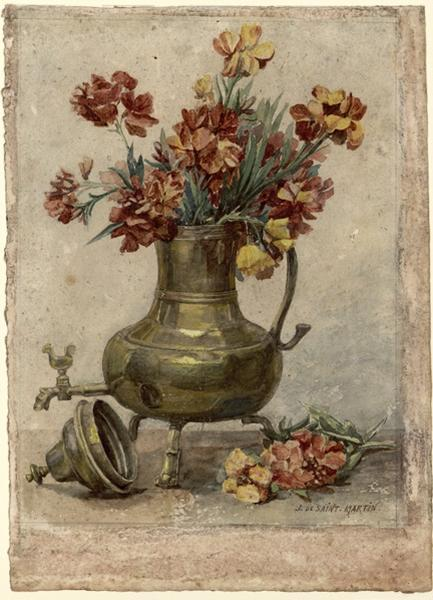
Étude de fleurs (1853), musée des Beaux-Arts d'Angers.
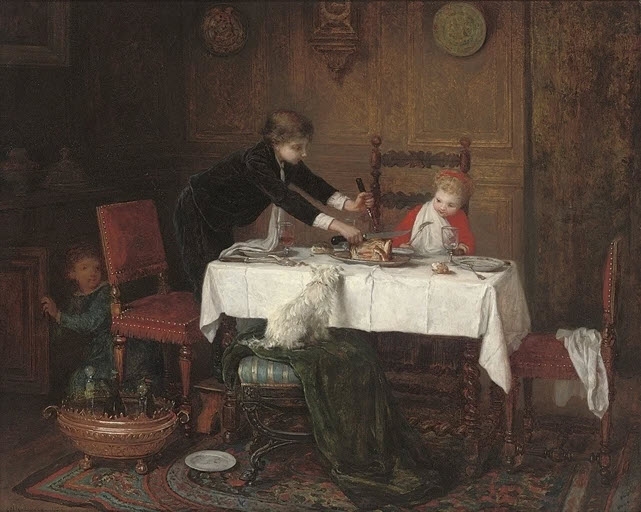
Un repas espiègle (1872), localisation inconnue.
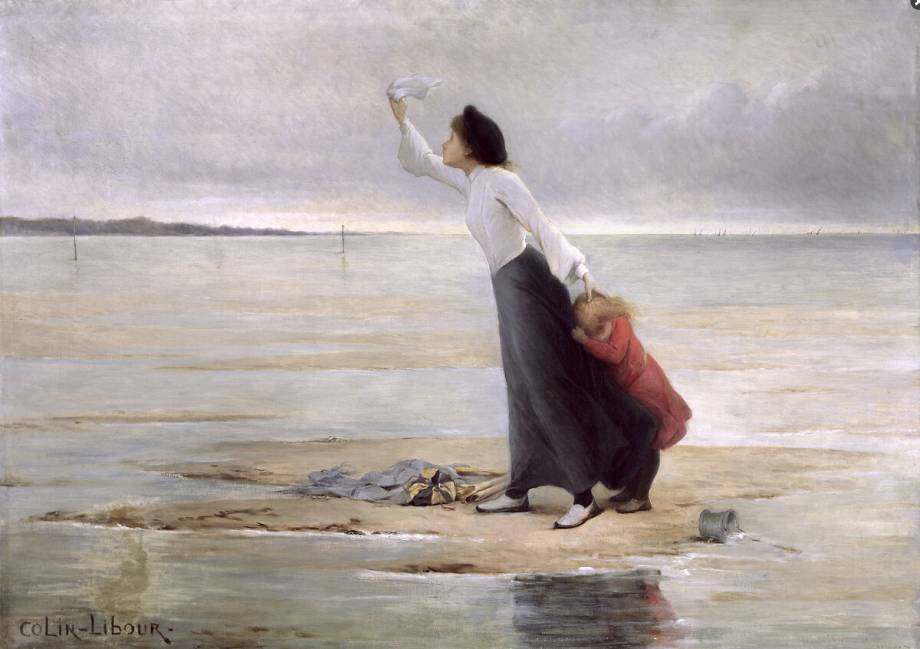
En détresse (vers 1880), musée des Beaux-Arts de Tourcoing.
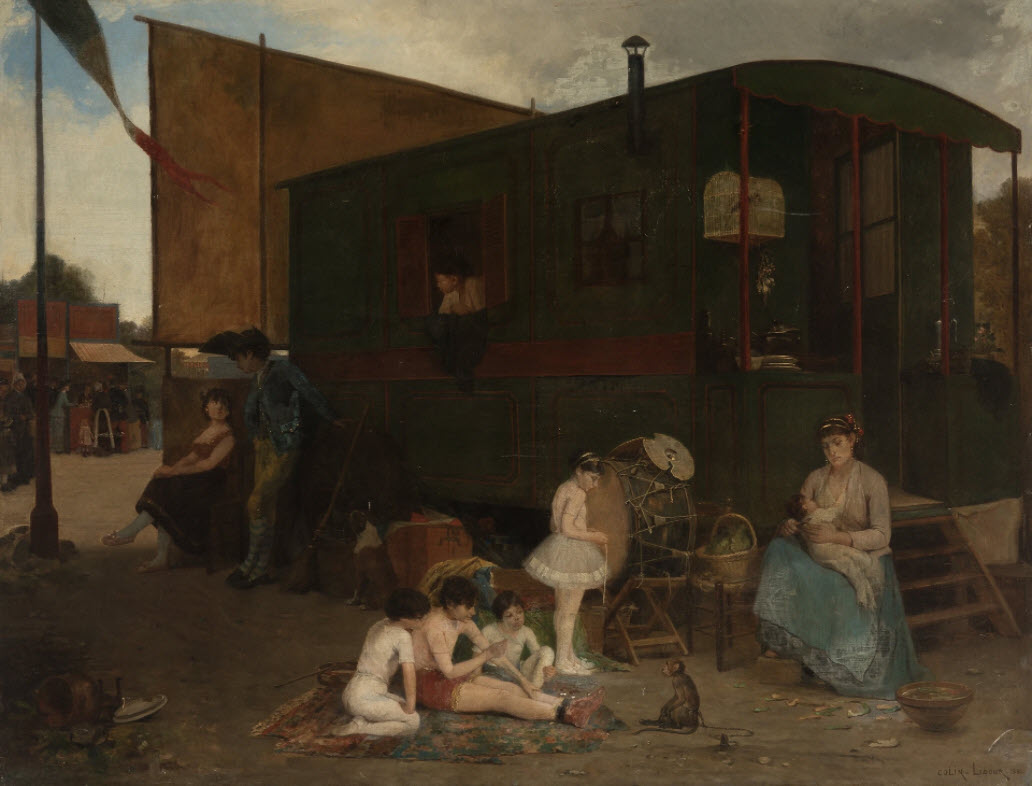
La Roulotte de cirque (1881), localisation inconnue.
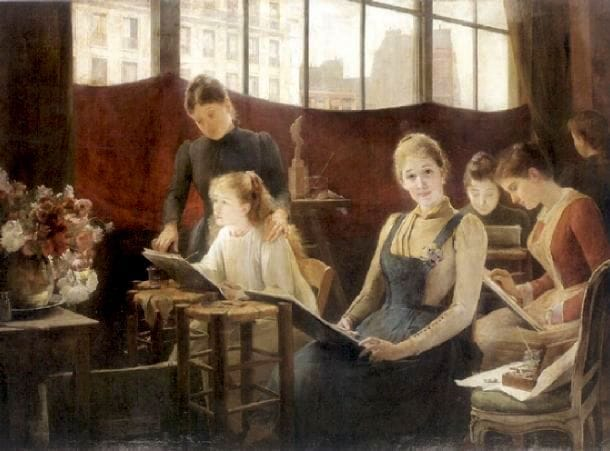
Le Cours de dessin (1891), localisation inconnue.
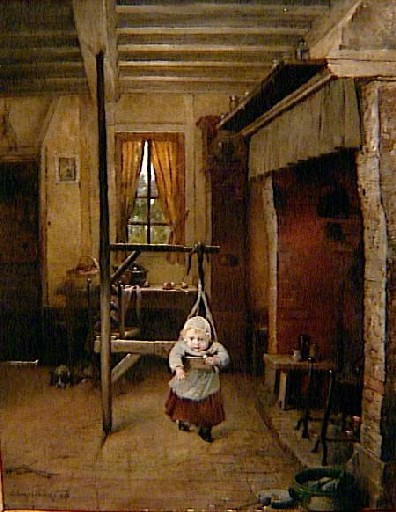
Le Manège (1892), Marseille, musée des Civilisations de l'Europe et de la Méditerranée.
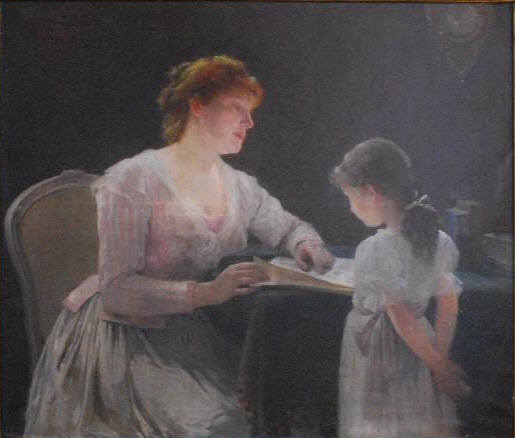
La Première leçon (1894), Autun, musée Rolin.
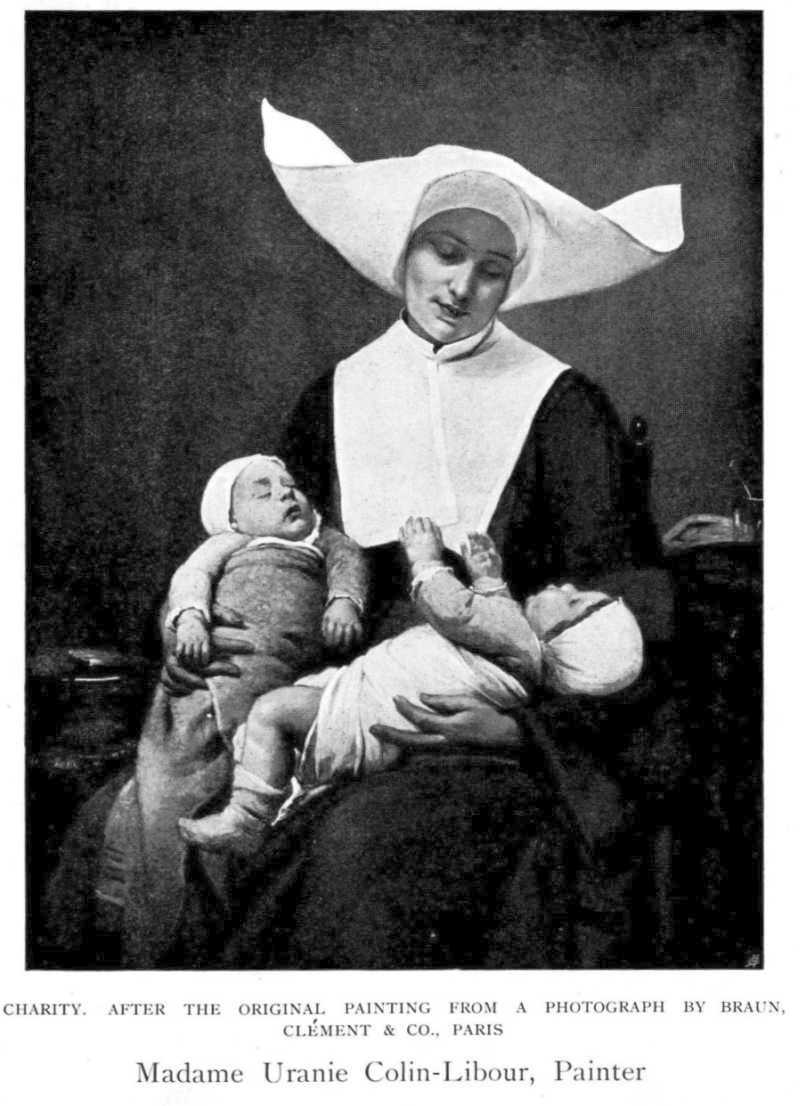
La Charité (1905), localisation inconnue[12].
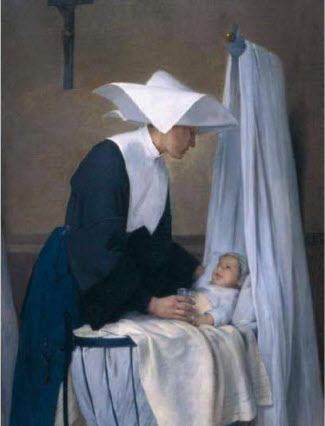
La charité, intérieur d’une crèche (1888), Fécamp, Musée des pêcheries